# Tufão Nari (2007)
O tufão Nari (designação internacional: 0711; designação do JTWC: 12W; designação filipina Falcon) foi o décimo terceiro ciclone tropical, o décimo primeiro sistema nomeado, o oitavo tufão e o quinto supertufão da temporada de tufões no Pacífico de 2007. Ao longo de seu caminho, Nari afetou Okinawa (Japão) e a Coreia do Sul.

## História meteorológica

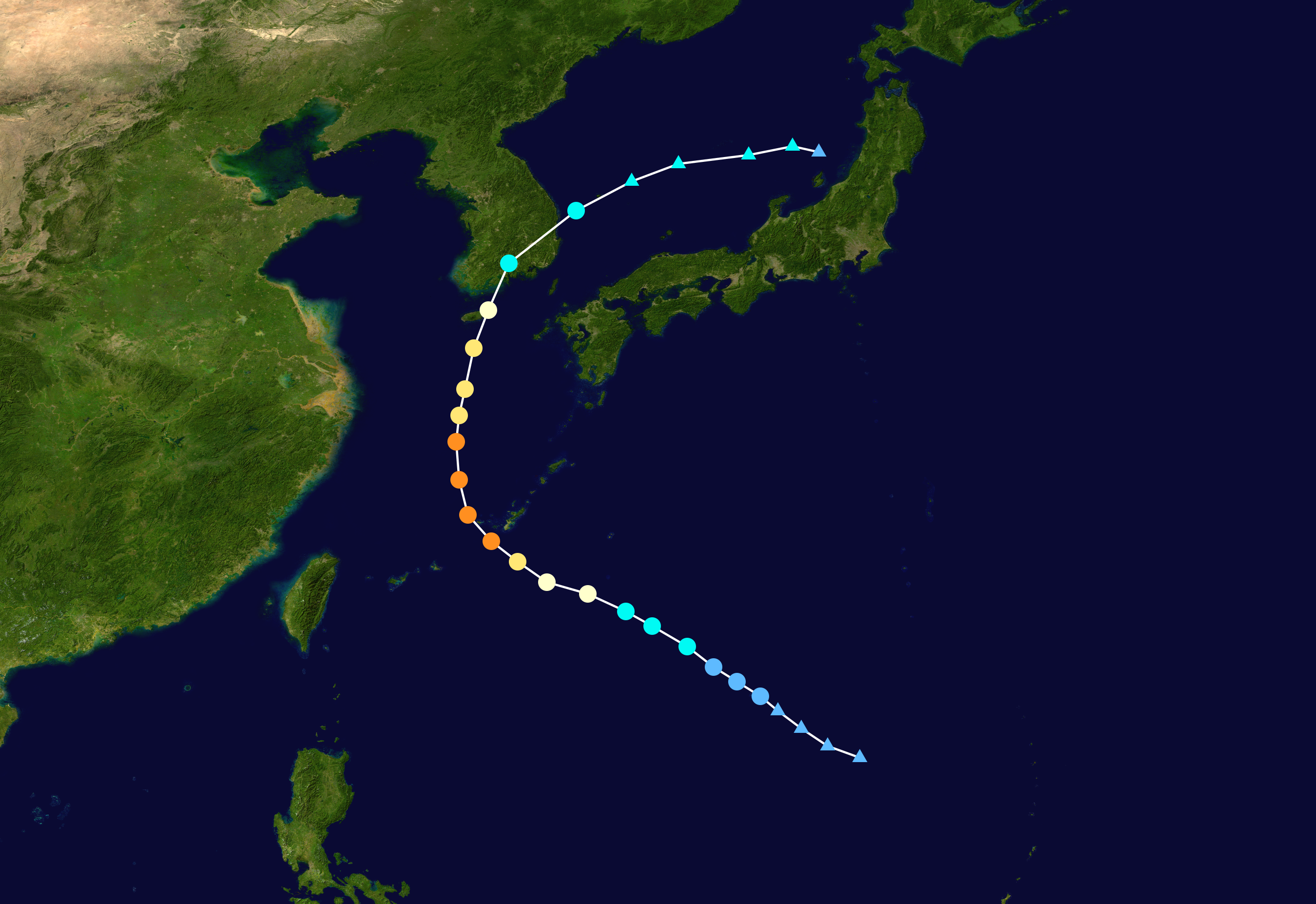
O caminho de Nari

Uma perturbação tropical formou-se a Noroeste de Guam em 10 de Setembro e moveu-se para Noroeste, fortalecendo-se lentamente. A Agência Meteorológica do Japão (AMJ) começo a monitorar o sistema como uma depressão tropical no dia seguinte. A depressão continuou a se fortalecer a melhorar quanto a sua organização. O Joint Typhoon Warning Center (JTWC) emitiu um alerta de formação de ciclone tropical sobre o sistema durante a tarde de 12 de Setembro e começou a emitir avisos regulares sobre a depressão tropical "12W" uma hora depois. A AMJ fez o mesmo durante a madrugada do dia seguinte. Pouco depois a PAGASA nomeou o sistema de "Falcon". A depressão continuou a se intensificar e a AMJ classificou o sistema como tempestade tropical Nari. O nome Nari foi dado pela Coreia do Sul e significa "lírio". Durante a tarde e a noite daquele dia, Nari sofreu rápida intensificação, fortalecendo-se de uma depressão tropical para um tufão em apenas 18 horas. A AMJ classificou Nari como uma tempestade tropical severa no final daquela tarde e pouco depois, durante a noite, nari foi classificado como um tufão. Em 14 de Setembro, Nari alcançou seu pico de intensidade e começou a se enfraquecer. O sistema atingiu a costa da Coreia do Sul ainda com força de tempestade tropical. Jeju, Coreia do Sul, registrou a maior precipitação associada a Nari sobre terra: 590 mm.
Em análises pós-tempestade, o JTWC aumentou o pico de intensidade para ventos máximos sustentados de 230 km/h.

## Preparativos e impactos
No dia 15 de Setembro, Nari atingiu a ilha Kumejima, Okinawa, Japão, com ventos de até 220 km/h. Ondas de até seis metros atingiram a ilha. Apesar da violência do tufão, não foram registrados mortos, feridos ou danos na região de Okinawa. Por volta do meio-dia de 16 de Setembro (UTC), Nari atingiu a costa sudeste da Coreia do Sul, perto de Jeju-do. As chuvas fortes associadas a Nari causaram enchentes severas ao longo da costa; pelo menos 740 pessoas tiveram que deixar suas residências e mais de 280 voos foram cancelados. As enchentes causaram a morte de pelo menos treze pessoas e deixou outras sete desaparecidas em Jeju, Coreia do Sul.